# Iwami Ginzan
Stříbrný důl Iwami Ginzan (japonsky: 石見銀山, Iwami Ginzan) byl stříbrný důl v prefektuře Šimane na ostrově Honšú v Japonsku. V červnu 2007 byl důl zapsán na Seznam světového dědictví UNESCO pod názvem Stříbrný důl Iwami Ginzan a jeho kulturní krajina.
Důl začal rozvíjet významný japonský obchodník Kamija Džutei v roce 1526. Nejvyšší produkce důl dosáhl na počátku 17. století, kdy se v něm těžilo 38 tun stříbra ročně, tedy asi 10 % celosvětové produkce, která činila o něco více než 400 tun. To představovalo velkou část těžby stříbra v Japonsku, jež se na celosvětové produkci stříbra v té době podílelo celou jednu třetinu.
Vytěžené stříbro bylo široce používáno při výrobě mincí. O nadvládu nad dolem bojovali různí daimjóové, až v roce 1600 jej po bitvě u Sekigahary definitivně ovládl šógunát Tokugawa. Později bylo území kolem dolu zabezpečeno ploty a dřevěnými barikádami. Uprostřed komplexu byl postaven hrad Jamabuki.
Množství stříbra vytěžené z dolu pokleslo během 19. století a pod tíhou konkurence byl důl nakonec uzavřen.